# Cantonul Lanmeur
Cantonul Lanmeur este un canton din arondismentul Morlaix, departamentul Finistère, regiunea Bretania, Franța.

## Comune
- Garlan
- Guimaëc
- Lanmeur (reședință)
- Locquirec
- Plouégat-Guérand
- Plouezoc'h
- Plougasnou
- Saint-Jean-du-Doigt